# عين الباشا
عين الباشا منطقة سكنية أردنية تعتبر مركز لواء عين الباشا في محافظة البلقاء على الطريق بين صويلح ومدينة جرش مخيم البقعة ومدينة السلط.

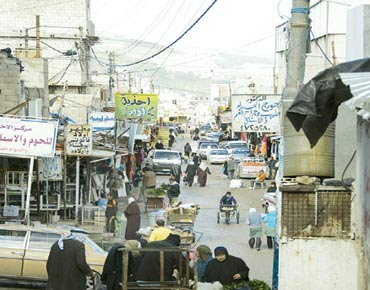
مخيم البقعة

## سبب التسمية
الباشا لقب تركي كان يمنح لكبار العسكريين، وذوي المناصب المدنية الرفيعة، ويعني الرأس أو الرئيس. وسميت عين الباشا بهذا الاسم لأن إبراهيم باشا نزل على عين الماء الموجودة بها أثناء مروره بالمنطقة.

## السكان
يتراوح عدد سكان مدينة عين الباشا بين (70 - 80 ألف) موزعين على الأحياء المتعددة مثل حي الأمير علي وحي قتيبة وحي البلد والزهراء وأم صفاتين والشويحي الغربي وحي الإمام الشافعي. ويوجد فيها عدة إسكانات مثل إسكان الفروسية وإسكان التطوير الحضري وإسكان قاقيش. فيما يصل عدد سكان لواء عين الباشا حوالي 300 ألف نسمة.

## الاقتصاد
يعتمد سكان البلدة على الوظائف والزراعة والتجارة ويوجد فيها 22 (اثنان وعشرون مصنع مثل صناعة الألبان والألمنيوم وأكياس الورق والسيراميك ومصنعي أدوية. ويعتمد اقتصادها على التواجد الحرفي مثل ورشات الحدادة والنجارة وصيانة السيارات والتي تقدر بحوالي 1000 ورشة والمنتشرة بشكل كبير كما يوجد 70 معمل طوب 40 منشار حجر.

## المناخ
حار جاف صيفاً وممطر بارد شتاءً، ومعتدل في فصلي الربيع و الخريف.

## الصحة
يوجد بها مركز صحي هو عين الباشا، كذلك عدد من العيادات الخاصة والصيدليات ومراكز الرياضة، وفي سبتمبر 2010 قام الملك عبد الله الثاني عاهل الأردن بافتتاح مستشفى الأمير الحسين بن عبد الله الثاني في لواء عين الباشا بمنحة صينية.

## التعليم
يوجد بها عدد من المدارس الحكومية لكلا الجنسين من الابتدائية حتى المرحلة الثانوية وبمختلف الفروع الأكاديمية وبها 12 روضة للأطفال و 9 مراكز حضانة وأكثر من 15 مدرسة خاصة أشهرها مدارس المجد وسما عمان والإبداع والإنجاز .
يوجد على مقربة من عين الباشا جامعة فيلادلفيا على الطريق المؤدي إلى جرش و‌جامعة العلوم التطبيقية في شفا بدران شرق عين الباشا إضافة إلى جامعة عمان الأهلية إلى جنوب غرب عين الباشا.

## الدين
السكان من المسلمين، ويوجد فيها ما يقارب الـ 25 مسجداً و 10 مراكز لتحفيظ القرآن لكلا الجنسين.